# Krutovite
La krutovite è un minerale.